# ISO 3166-2:CN
ISO 3166-2:CN est l'entrée pour la Chine dans l'ISO 3166-2, qui fait partie du standard ISO 3166, publié par l'Organisation internationale de normalisation (ISO), et qui définit des codes pour les noms des principales administration territoriales (e.g. provinces ou États fédérés) pour tous les pays ayant un code ISO 3166-1.
La Chine compte 23 provinces, 5 régions autonomes, 4 municipalités et 2 région administrative spéciale. Elle inclut Taïwan comme étant une province.
En novembre 2017, les codes de subdivisions ont été changés pour passer d'un format composé de deux chiffres à un code composé de deux lettres.

## Liste des codes
| Code  | Nom de la subdivision romanisé (National 1958 = ISO 7098:2015 = UN III/8 1977) | Nom de la subdivision en chinois simplifié   | Statut                         | Ancien code |
| ----- | ------------------------------------------------------------------------------ | -------------------------------------------- | ------------------------------ | ----------- |
| CN-AH | Anhui Sheng                                                                    | 安徽省 (Ānhuī Shěng)                         | Province                       | CN-34       |
| CN-BJ | Beijing Shi (Pékin)                                                            | 北京市 (Běijīng Shì)                         | Municipalité                   | CN-11       |
| CN-CQ | Chongqing Shi                                                                  | 重庆市 (Chóngqìng Shì)                       | Municipalité                   | CN-50       |
| CN-FJ | Fujian Sheng                                                                   | 福建省 (Fújiàn Shěng)                        | Province                       | CN-35       |
| CN-GD | Guangdong Sheng                                                                | 广东省 (Guǎngdōng Shěng)                     | Province                       | CN-44       |
| CN-GS | Gansu Sheng                                                                    | 甘肃省 (Gānsù Shěng)                         | Province                       | CN-62       |
| CN-GX | Guangxi Zhuangzu Zizhiqu                                                       | 广西壮族自治区 (Guǎngxī Zhuàngzú Zìzhìqū)    | Région autonome                | CN-45       |
| CN-GZ | Guizhou Sheng                                                                  | 贵州省 (Guìzhōu Shěng)                       | Province                       | CN-41       |
| CN-HA | Henan Sheng                                                                    | 河南省 (Hénán Shěng)                         | Province                       | CN-41       |
| CN-HB | Hubei Sheng                                                                    | 湖北省 (Húběi Shěng)                         | Province                       | CN-42       |
| CN-HE | Hebei Sheng                                                                    | 河北省 (Héběi Shěng)                         | Province                       | CN-46       |
| CN-HI | Hainan Sheng                                                                   | 海南省 (Hǎinán Shěng)                        | Province                       | CN-46       |
| CN-HK | Hong Kong SAR (en) Xianggang Tebiexingzhengqu (zh)                             | 香港特别行政区 (Xiānggǎng Tèbiéxíngzhèngqū)  | Région administrative spéciale | CN-91       |
| CN-HL | Heilongjiang Sheng                                                             | 黑龙江省 (Hēilóngjiāng Shěng)                | Province                       | CN-23       |
| CN-HN | Hunan Sheng                                                                    | 湖南省 (Húnán Shěng)                         | Province                       | CN-43       |
| CN-JL | Jilin Sheng                                                                    | 吉林省 (Jílín Shěng)                         | Province                       | CN-22       |
| CN-JS | Jiangsu Sheng                                                                  | 江苏省 (Jiāngsū Shěng)                       | Province                       | CN-32       |
| CN-JX | Jiangxi Sheng                                                                  | 江西省 (Jiāngxī Shěng)                       | Province                       | CN-36       |
| CN-LN | Liaoning Sheng                                                                 | 辽宁省 (Liáoníng Shěng)                      | Province                       | CN-21       |
| CN-MO | Macao SAR (en) Macau SAR (pt) Aomen Tebiexingzhengqu (zh)                      | 澳门特别行政区 (Àomén Tèbiéxíngzhèngqū)      | Région administrative spéciale | CN-92       |
| CN-NM | Nei Mongol Zizhiqu (Mongolie-Intérieure)                                       | 内蒙古自治区 (Nèi Ménggǔ Zìzhìqū)            | Région autonome                | CN-15       |
| CN-NX | Ningxia Huizu Zizhiqu                                                          | 宁夏回族自治区 (Níngxià Huízú Zìzhìqū)       | Région autonome                | CN-64       |
| CN-QH | Qinghai Sheng                                                                  | 青海省 (Qīnghǎi Shěng)                       | Province                       | CN-63       |
| CN-SC | Sichuan Sheng                                                                  | 四川省 (Sìchuān Shěng)                       | Province                       | CN-51       |
| CN-SD | Shandong Sheng                                                                 | 山东省 (Shāndōng Shěng)                      | Province                       | CN-37       |
| CN-SH | Shanghai Shi                                                                   | 上海市 (Shànghǎi Shì)                        | Municipalité                   | CN-31       |
| CN-SN | Shaanxi Sheng                                                                  | 陕西省 (Shǎnxī Shěng)                        | Province                       | CN-61       |
| CN-SX | Shanxi Sheng                                                                   | 山西省 (Shānxī Shěng)                        | Province                       | CN-14       |
| CN-TJ | Tianjin Shi                                                                    | 天津市 (Tiānjīn Shì)                         | Municipalité                   | CN-12       |
| CN-TW | Taiwan Sheng                                                                   | 台湾省 (Táiwān Shěng)                        | Province                       | CN-71       |
| CN-XJ | Xinjiang Uygur Zizhiqu                                                         | 新疆维吾尔自治区 (Xīnjiāng Wéiwú'ěr Zìzhìqū) | Région autonome                | CN-65       |
| CN-XZ | Xizang Zizhiqu (Tibet)                                                         | 西藏自治区 (Xīzàng Zìzhìqū)                  | Région autonome                | CN-54       |
| CN-YN | Yunnan Sheng                                                                   | 云南省 (Yúnnán Shěng)                        | Province                       | CN-53       |
| CN-ZJ | Zhejiang Sheng                                                                 | 浙江省 (Zhèjiāng Shěng)                      | Province                       | CN-33       |

## Mise à jour
Historique des changements
- 21 mai 2002 : ISO 3166-2:2002-05-21
- 8 mars 2004 : ISO 3166-2:2004-03-08
- 23 novembre 2017 : Modification du code de subdivision remplacer les chiffres par des lettres ; ajout de la remarque entre parenthèses pour les subdivisions CN-HK, CN-MO en anglais; ajout d'une région CN-MO en portugais; mise à jour du Code Source; mise à jour de la Liste Source
- 26 novembre 2018 : Correction de l'étiquette du système de romanization
- 22 novembre 2019 : Modification de la langue remplacer mon par zho pour CN-NM
- 25 novembre 2021 : Modification de l'orthographe de CN-NX; Mise à jour de la Liste Source